# L'uomo più furbo
L'uomo più furbo è il secondo singolo estratto dall'album Max Gazzè (Gadzilla) del cantautore romano Max Gazzè, e pubblicato nel 2000.
Il video prodotto per "L'uomo più furbo" fu girato da Daniele Persica.

## Tracce
1. L'uomo più furbo